# RCN Televisión
RCN Televisión (Radio Cadena Nacional S.A, früher Radio Cadena Nacional de Televisión de Colombia, auch bekannt als Canal RCN) ist ein kolumbianischer privater Fernsehsender. Er gehört zur Organización Ardila Lülle.
RCN startete als Produktionsfirma im Jahr 1967. Seit 1998 wurde daraus ein Netzwerk durch den Erwerb einer der beiden Lizenzen, die von der kolumbianischen Regierung gewährt wurden. RCN erreicht 97 % der kolumbianischen Bevölkerung durch 13 Sendestationen. Hauptaktionär ist Carlos Ardila Lülle. RCN Televisión produziert Yo soy Betty, La Fea, beides erfolgreiche kolumbianische Telenovelas.
RCN Televisión versteht sich als TV-Sender der informiert und unterhält. Mit seinen Programmen ist er führend im Land etabliert und ist auch einer der wichtigsten in Sender Lateinamerikas. RCN Televisión exportiert seine Produkte in über 100 Länder und überträgt sein Signal in ganz Lateinamerika.

## Kanäle
- Canal RCN
- NTN24
- Nuestra Tele
- RCN Novelas
- RCN Comerciales